# Distrito de San Juan de Tarucani

Mapa de la provincia de Arequipa en el Departamento de Arequipa, Perú.

El distrito de San Juan de Tarucani es uno de los veintinueve que conforman la provincia de Arequipa, ubicada en el departamento de Arequipa, en el Sur del Perú.
Desde el punto de vista jerárquico de la Iglesia católica forma parte de la Arquidiócesis de Arequipa.

## Historia

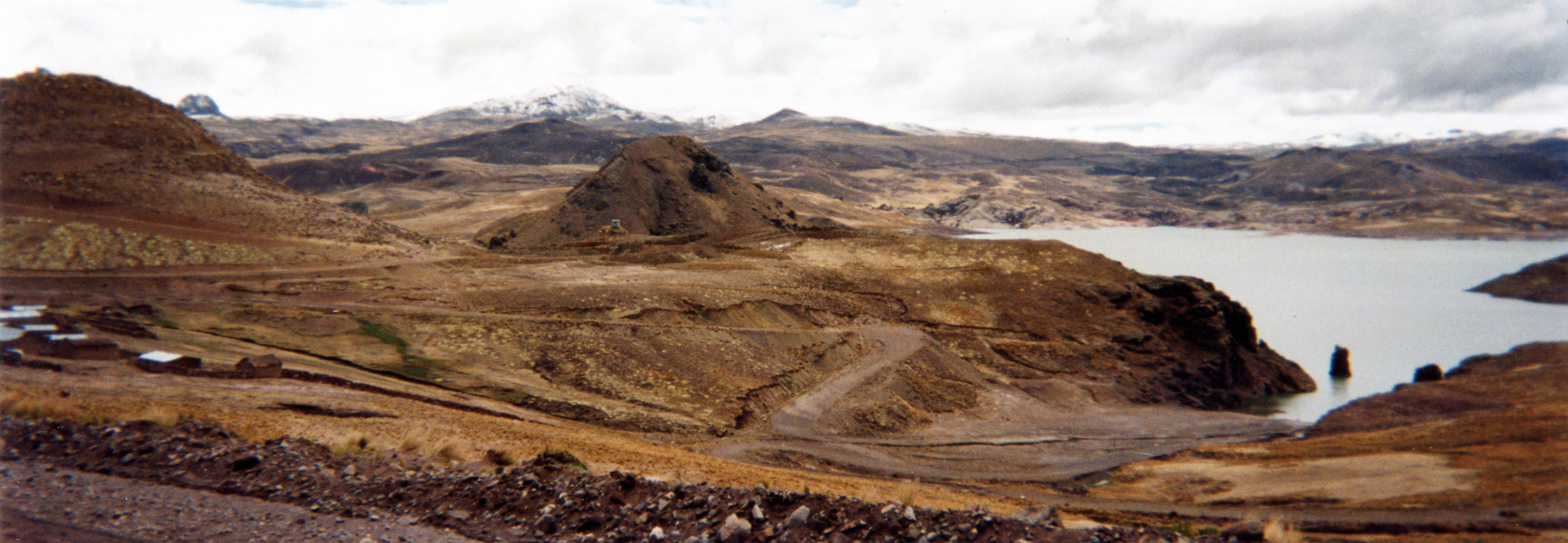
Localidad de Salinas Huito.

El distrito fue creado mediante Ley No.14124 del 15 de junio de 1962, en el segundo gobierno del Presidente Manuel Prado Ugarteche.

## Anexos
Teniendo 09 anexos como son:
| - Salinas Huito - Pucasaya - San Juan de Tarucani - Huayllacucho - Pati - Condorí - Carmen de Chaclaya - Cancosani - La Yunta |

## Autoridades

### Municipales
- 2023 - 2026
  - Alcalde: Floro Choque Vilca (Arequipa, Tradiciòn y Futuro)
  - Regidores:

  1. Santos Valero Chura.
  2. Delfina Quispe Barrientos.
  3. Alberto Flores Larico.
  4. Sonia Angelica Chancolla Choque.
  5. Edwin Jhon Quispe Chura.

## Festividades
- 8 de marzo | Aniversario del Anexo de Salinas Huito.
- 24 de junio | Aniversario del Distrito de San Juan de Tarucani.
- 16 - 18 de julio | Festividad en honor a la Virgen de Carmen de Chaclaya.
- 15 de agosto | Festividad en honor a la Virgen de la Asunta en Salinas Huito.
- 11 - 12 de Septiembre | Festival del CHAKU en el Distrito de San Juan de Tarucani.
- 8 de diciembre | Festividad en honor a la Virgen de la Inmaculada Concepción en Condorí.

## Turismo
- Los salares de Salinas Huito
- La Piedra del Rayo
- El petroglifico del Cerro de Carpani
- La Huella del Condor
- La Huella de Jesucristo
- Los chokos de Pati
- El mini volcán de Logen
- Las Aguas Termales de Logen
- La Laguna de Chinacocha
- La Laguna de Orcococha
- La Represa del Frayle y Aguada Blanca
- Además: una variedad de artesanías a base fibra de Alpaca